# Cabezón (Lena)
Cabezón es una parroquia del concejo español de Lena, perteneciente al Principado de Asturias.

## Historia
A finales del siglo XIX, la parroquia, ya por entonces parte del concejo de Lena, tenía contabilizada una población de 200 habitantes. Aparece descrita en el Diccionario geográfico y estadístico de Asturias (1897) de José González Aguirre con las siguientes palabras:

CABEZON [San Pedro de]: parr. del conc. y part. jud. de Lena, á 9 leg. de Oviedo y 3 de la Pola: sit en terreno muy quebrado, con libre ventilación y clima sano: comprende los l. de Navedo, la Veguellina, la Romia, Posadorio y la Muela. Además de la iglesia parroquial tiene una capilla en cada barrio. Confina al N. con Puente de los Fierros, al E. con Pajares; al S. con Llanos y al O. con Parana. Por la parte E. se encuentra el puerto Cariza y por el O. el Cardal de Llano; le atraviesa el r. Belgrande, que nace en la falda del puerto Arbás, también la cruza la carretera que vá de Oviedo á Castilla; produce pocos cereales porque es muy escabroso el terreno, cría algún ganado vacuno, caballar, lanar y de cerda, abunda la caza de liebres, perdices, corzos, jabalíes, lobos y osos: pob. 45 vec., 200 hab.
(González Aguirre, 1897, p. 72)

En 2022, tenía empadronados 23 habitantes.